# 血滴子
血滴子，一種傳說中的兵器，據說是清朝雍正帝所製，雖尚未能證明其真實性，但卻散見於各類稗官野史與民間傳奇中，近世也常作為電影與戲劇的題材而登上螢光幕。

## 形貌
血滴子的確切形貌眾說紛紜，最廣為人知的說法是一種笠形或鐘形的罩子，頂端繫有索鏈，罩子的開口外緣環佈著一圈鯊鰭形鋼刀，使用時一手抓住索鏈，一手將血滴子拋向敵人，血滴子會像飛盤一樣不斷旋轉，配合環狀鋼刀便猶如會飛的圓鋸一般，而血滴子的操作者則利用索鏈控制方向與收回。在有些影視作品中，血滴子飛行時會配以如扯鈴一般的嗡嗡聲。除此之外，當血滴子罩住敵人的頭部時，操作者還可藉著索鏈控制開口內緣的環狀鋼刀向內收合，立刻便能取下敵人首級。

## 名稱
傳說中始於清朝雍正時期，稱雍正帝在尚虞備用處（俗稱粘竿處），為清除清國朝廷的污點，組織了一支以「血滴子」為武器的特務暗殺隊，能在百步之內敵人毫無防備之下，迅速取下敵人的頭顱，隊員也因而被人稱為「血滴子」。

## 相關影視作品
- 1975年，香港邵氏，《血滴子》（The Flying Guillotine）
- 1975年，香港第一影業，《獨臂拳王大破血滴子》（Master of the Flying Guillotine）
- 1977年，香港成功影業，《陰陽血滴子》（The Fatal Flying Guillotines）
- 1978年，香港邵氏，《清宮大刺殺》（The Flying Guillotine 2）
- 1978年，香港邵氏，《血芙蓉》（The Vengeful Beauty）
- 1993年，香港百嘉峰影業，《東方三俠》（The Heroic Trio）
- 2012年，刘伟强导演，陈可辛监制电影《血滴子》（The Guillotine）
- 《流言終結者》第九季第17集「血滴子傳說」中有自製的血滴子
- 《小寶與康熙》中血滴子為鰲拜研發的武器
- 《後宮甄嬛傳》中血滴子為雍正帝直屬的皇家秘密警察

## 其他
- 雍正帝的衍生作品
- 雍正劍俠圖
- 回力鏢
- 環刃
- CSO